# Каско (містечко, Вісконсин)
Каско (англ. Casco) — місто (англ. town) в США, в окрузі Кевоні штату Вісконсин. Населення — 1150 осіб (2020).

## Демографія
Згідно з переписом 2010 року, у місті мешкало 1165 осіб у 432 домогосподарствах у складі 341 родини. Було 463 помешкання
Расовий склад населення:
| - 98,4 % — білих - 0,1 % — чорних або афроамериканців |

До двох чи більше рас належало 1,3 %. Частка іспаномовних становила 2,9 % від усіх жителів.
За віковим діапазоном населення розподілялося таким чином: 26,6 % — особи молодші 18 років, 61,0 % — особи у віці 18—64 років, 12,4 % — особи у віці 65 років та старші. Медіана віку мешканця становила 40,7 року. На 100 осіб жіночої статі у місті припадало 111,1 чоловіків;  на 100 жінок у віці від 18 років та старших — 107,5 чоловіків також старших 18 років.
Середній дохід на одне домашнє господарство  становив 81 316 доларів США (медіана — 73 839), а середній дохід на одну сім'ю — 92 028 доларів (медіана — 84 808). Медіана доходів становила 51 607 доларів для чоловіків та 43 686 доларів для жінок. За межею бідності перебувало 3,9 % осіб, у тому числі 4,0 % дітей у віці до 18 років та 11,2 % осіб у віці 65 років та старших.
Цивільне працевлаштоване населення становило 600 осіб. Основні галузі зайнятості: виробництво — 30,5 %, освіта, охорона здоров'я та соціальна допомога — 19,2 %, роздрібна торгівля — 9,7 %, сільське господарство, лісництво, риболовля — 9,2 %.